# Matrioshka-hjärna
En matrioshka-hjärna är en av Robert Bradbury föreslagen hypotetisk megastruktur med ofantlig beräkningskapacitet, baserad på begreppet dysonsfär. Den är ett exempel på en klass B stjärnmotor, som utnyttjar en stjärnas hela energiutflöde för att driva datorsystem. 
Detta bygge är en klar strukturell analogi till ryska matrjosjkadockor, från vilka hela konceptet tagit sitt namn.